# Clube Desportivo Feirense
Il Clube Desportivo Feirense è una società calcistica portoghese con sede nella città di Santa Maria da Feira, fondato nel 1918.

## Palmarès

### Competizioni nazionali
- Segunda Divisão: 1

2002-2003 Zona Centro

### Altri piazzamenti
- Coppa del Portogallo:

Semifinalista: 1990-1991
- Segunda Liga:

Secondo posto: 2010-2011
Terzo posto: 2009-2010, 2015-2016, 2019-2020

## Organico

### Rosa 2024-2025
| N. |                          | Ruolo | Calciatore         |
| -- | ------------------------ | ----- | ------------------ |
| 2  | Brasile (bandiera)       | D     | Wellington Tim     |
| 3  | Uruguay (bandiera)       | D     | Cristian González  |
| 4  | Nigeria (bandiera)       | D     | Anthony Shimaga    |
| 5  | Brasile (bandiera)       | D     | Bruno Silva        |
| 6  | Brasile (bandiera)       | C     | Washington Santana |
| 7  | Portogallo (bandiera)    | D     | Diogo Brás         |
| 8  | Guinea-Bissau (bandiera) | A     | Ronaldo Camará     |
| 9  | Portogallo (bandiera)    | A     | João Paredes       |
| 10 | Nigeria (bandiera)       | A     | Oche Ochowechi     |
| 11 | Guinea-Bissau (bandiera) | C     | Zidane Banjaqui    |
| 12 | Brasile (bandiera)       | P     | Cássio             |
| 14 | Svezia (bandiera)        | A     | Marokhy Ndione     |
| 17 | Portogallo (bandiera)    | D     | Lucas Silva        |
| 20 | Portogallo (bandiera)    | C     | Jorge Pereira      |

| N. |                                | Ruolo | Calciatore         |
| -- | ------------------------------ | ----- | ------------------ |
| 21 | Portogallo (bandiera)          | A     | Grave              |
| 24 | Portogallo (bandiera)          | P     | João Costa         |
| 27 | Brasile (bandiera)             | C     | Henrique Jocú      |
| 28 | Portogallo (bandiera)          | D     | Hélder Sá          |
| 35 | Portogallo (bandiera)          | D     | Sérgio Conceição   |
| 37 | Angola (bandiera)              | A     | Picas              |
| 50 | Nigeria (bandiera)             | D     | Olalekan Oyedele   |
| 70 | Portogallo (bandiera)          | C     | João Castro        |
| 71 | Guinea-Bissau (bandiera)       | C     | Malam Camará       |
| 72 | Brasile (bandiera)             | D     | Guilherme Oliveira |
| 76 | Portogallo (bandiera)          | D     | Filipe Almeida     |
| 77 | Brasile (bandiera)             | A     | Dudu Hatamoto      |
| 88 | Portogallo (bandiera)          | A     | Rúben Alves        |
| 99 | São Tomé e Príncipe (bandiera) | P     | Pedro Mateus       |

### Rosa 2023-2024
| N. |                          | Ruolo | Calciatore         |
| -- | ------------------------ | ----- | ------------------ |
| 2  | Brasile (bandiera)       | D     | Wellington Tim     |
| 3  | Portogallo (bandiera)    | D     | Claudio Silva      |
| 4  | Nigeria (bandiera)       | D     | Anthony Shimaga    |
| 5  | Brasile (bandiera)       | D     | Bruno Silva        |
| 6  | Brasile (bandiera)       | C     | Washington Santana |
| 7  | Portogallo (bandiera)    | D     | Diogo Brás         |
| 8  | Guinea-Bissau (bandiera) | A     | Ronaldo Camará     |
| 9  | Portogallo (bandiera)    | A     | João Paredes       |
| 10 | Nigeria (bandiera)       | A     | Oche Ochowechi     |
| 11 | Guinea-Bissau (bandiera) | C     | Zidane Banjaqui    |
| 12 | Brasile (bandiera)       | P     | Cássio             |
| 14 | Svezia (bandiera)        | A     | Marokhy Ndione     |
| 17 | Portogallo (bandiera)    | D     | Lucas Silva        |
| 20 | Portogallo (bandiera)    | C     | Jorge Pereira      |

| N. |                                | Ruolo | Calciatore         |
| -- | ------------------------------ | ----- | ------------------ |
| 21 | Portogallo (bandiera)          | A     | Grave              |
| 24 | Portogallo (bandiera)          | P     | João Costa         |
| 27 | Brasile (bandiera)             | C     | Henrique Jocú      |
| 35 | Portogallo (bandiera)          | D     | Sérgio Conceição   |
| 37 | Angola (bandiera)              | A     | Picas              |
| 50 | Nigeria (bandiera)             | D     | Olalekan Oyedele   |
| 70 | Portogallo (bandiera)          | C     | João Castro        |
| 71 | Guinea-Bissau (bandiera)       | C     | Malam Camará       |
| 72 | Brasile (bandiera)             | D     | Guilherme Oliveira |
| 76 | Portogallo (bandiera)          | D     | Filipe Almeida     |
| 77 | Brasile (bandiera)             | A     | Dudu Hatamoto      |
| 88 | Portogallo (bandiera)          | A     | Rúben Alves        |
| 99 | São Tomé e Príncipe (bandiera) | P     | Pedro Mateus       |

### Rosa 2022-2023
| N. |                          | Ruolo | Calciatore         |
| -- | ------------------------ | ----- | ------------------ |
| 1  | Portogallo (bandiera)    | P     | Rogério Santos     |
| 3  | Portogallo (bandiera)    | D     | João Pinto         |
| 4  | Nigeria (bandiera)       | D     | Shimaga            |
| 5  | Guinea-Bissau (bandiera) | C     | Simão Júnior       |
| 6  | Brasile (bandiera)       | C     | Washington Santana |
| 7  | Portogallo (bandiera)    | A     | Jardel             |
| 8  | Portogallo (bandiera)    | C     | Manu               |
| 9  | Portogallo (bandiera)    | A     | João Paredes       |
| 10 | Portogallo (bandiera)    | C     | Fábio Espinho      |
| 13 | Portogallo (bandiera)    | C     | Samuel Teles       |
| 17 | Portogallo (bandiera)    | D     | Lucas Santos       |
| 18 | Capo Verde (bandiera)    | A     | João Paulo         |

| N. |                       | Ruolo | Calciatore       |
| -- | --------------------- | ----- | ---------------- |
| 20 | Portogallo (bandiera) | C     | João Tavares     |
| 21 | Portogallo (bandiera) | C     | André Rodrigues  |
| 23 | Brasile (bandiera)    | D     | Sidney Lima      |
| 24 | Portogallo (bandiera) | D     | João Oliveira    |
| 29 | Brasile (bandiera)    | A     | Jorge Luiz       |
| 33 | Portogallo (bandiera) | D     | Cláudio Silva    |
| 55 | Portogallo (bandiera) | P     | Igor Rodrigues   |
| 61 | Portogallo (bandiera) | D     | Diogo Brás       |
| 77 | Portogallo (bandiera) | A     | Tiago Dias       |
| 87 | Brasile (bandiera)    | P     | Arthur Augusto   |
| 99 | Nigeria (bandiera)    | C     | Oche Ochowechi   |
|    | Nigeria (bandiera)    | D     | Olalekan Oyedele |

### Rosa 2021-2022
| N. |                       | Ruolo | Calciatore        |
| -- | --------------------- | ----- | ----------------- |
| 2  | Portogallo (bandiera) | D     | Diga              |
| 3  | Portogallo (bandiera) | D     | João Pinto        |
| 4  | Brasile (bandiera)    | D     | Ícaro             |
| 6  | Brasile (bandiera)    | C     | Washington        |
| 7  | Colombia (bandiera)   | C     | William Palacios  |
| 8  | Portogallo (bandiera) | C     | Manu              |
| 10 | Portogallo (bandiera) | C     | Fábio Espinho     |
| 11 | Colombia (bandiera)   | A     | Kerwin Vargas     |
| 12 | Brasile (bandiera)    | D     | Zé Ricardo        |
| 13 | Portogallo (bandiera) | C     | Samuel Teles      |
| 14 | Nigeria (bandiera)    | A     | Charles Atshimene |
| 17 | Portogallo (bandiera) | C     | João Tavares      |
| 18 | Capo Verde (bandiera) | A     | João Paulo        |
| 19 | Senegal (bandiera)    | C     | Latyr Fall        |

| N. |                       | Ruolo | Calciatore              |
| -- | --------------------- | ----- | ----------------------- |
| 20 | Bulgaria (bandiera)   | A     | Stivăn Petkov           |
| 21 | Portogallo (bandiera) | C     | André Rodrigues         |
| 22 | Portogallo (bandiera) | A     | Jardel                  |
| 23 | Brasile (bandiera)    | D     | Sidney Lima             |
| 24 | Portogallo (bandiera) | D     | João Oliveira           |
| 26 | Nigeria (bandiera)    | A     | Shimaga                 |
| 30 | Brasile (bandiera)    | P     | Bruno Brígido           |
| 33 | Portogallo (bandiera) | D     | Cláudio Silva           |
| 37 | Nigeria (bandiera)    | A     | Mathias Ogwuche         |
| 55 | Portogallo (bandiera) | P     | Igor Rodrigues          |
| 70 | Nigeria (bandiera)    | D     | Sopuruchukwu Onyemaechi |
| 77 | Portogallo (bandiera) | A     | Tiago Dias              |
| 87 | Brasile (bandiera)    | P     | Arthur                  |

### Rosa 2020-2021
| N. |                       | Ruolo | Calciatore         |
| -- | --------------------- | ----- | ------------------ |
| 1  | Portogallo (bandiera) | P     | Ricardo Benjamim   |
| 2  | Portogallo (bandiera) | D     | Diga               |
| 3  | Portogallo (bandiera) | D     | Pedro Monteiro     |
| 4  | Brasile (bandiera)    | D     | Ícaro              |
| 5  | Brasile (bandiera)    | C     | Washington Santana |
| 7  | Portogallo (bandiera) | D     | Diogo Viana        |
| 8  | Portogallo (bandiera) | C     | Feliz              |
| 9  | Brasile (bandiera)    | A     | Fabrício Simões    |
| 10 | Portogallo (bandiera) | C     | Fábio Espinho      |
| 11 | Brasile (bandiera)    | A     | Platiny            |
| 12 | Brasile (bandiera)    | A     | Edson              |
| 14 | Portogallo (bandiera) | D     | Sérgio Silva       |
| 17 | Portogallo (bandiera) | C     | Cris               |

| N. |                       | Ruolo | Calciatore     |
| -- | --------------------- | ----- | -------------- |
| 20 | Portogallo (bandiera) | C     | João Tavares   |
| 21 | Brasile (bandiera)    | D     | José Ricardo   |
| 27 | Senegal (bandiera)    | C     | Latyr Fall     |
| 30 | Brasile (bandiera)    | P     | Bruno Brígido  |
| 32 | Brasile (bandiera)    | D     | Flávio         |
| 55 | Portogallo (bandiera) | P     | Igor Rodrigues |
| 77 | Portogallo (bandiera) | C     | Mica           |
| 80 | Portogallo (bandiera) | C     | Manuel Silva   |
| 90 | Portogallo (bandiera) | D     | Ruca           |
| 94 | Brasile (bandiera)    | A     | João Victor    |
| 95 | Brasile (bandiera)    | D     | David Luis     |
| 99 | Nigeria (bandiera)    | C     | Abraham Marcus |

## Player of the Year
| Anno | Vincitore    |
| ---- | ------------ |
| 2001 | Quitó        |
| 2002 | Rui Correia  |
| 2003 | Adelino      |
| 2004 | Carlos Pinto |
| 2005 | Cris         |
| 2006 | Vitinha      |

| Anno | Vincitore         |
| ---- | ----------------- |
| 2007 | Hélder Godinho    |
| 2008 | Luciano           |
| 2009 | Adilson           |
| 2010 | Paulo Lopes       |
| 2011 | Alexandre Ludovic |
| 2012 | Rafa              |

## Rose delle stagioni precedenti
- 2011-2012